# Ния (посёлок, Китай)
Ния́ (уйг. نىيا‎, Niye) или Миньфэн (кит. упр. 民丰, пиньинь Mínfēng) — посёлок в округе Хотан Синьцзян-Уйгурского автономного района КНР, административный центр уезда Ния. Население около 10 000 человек.

## Расположение

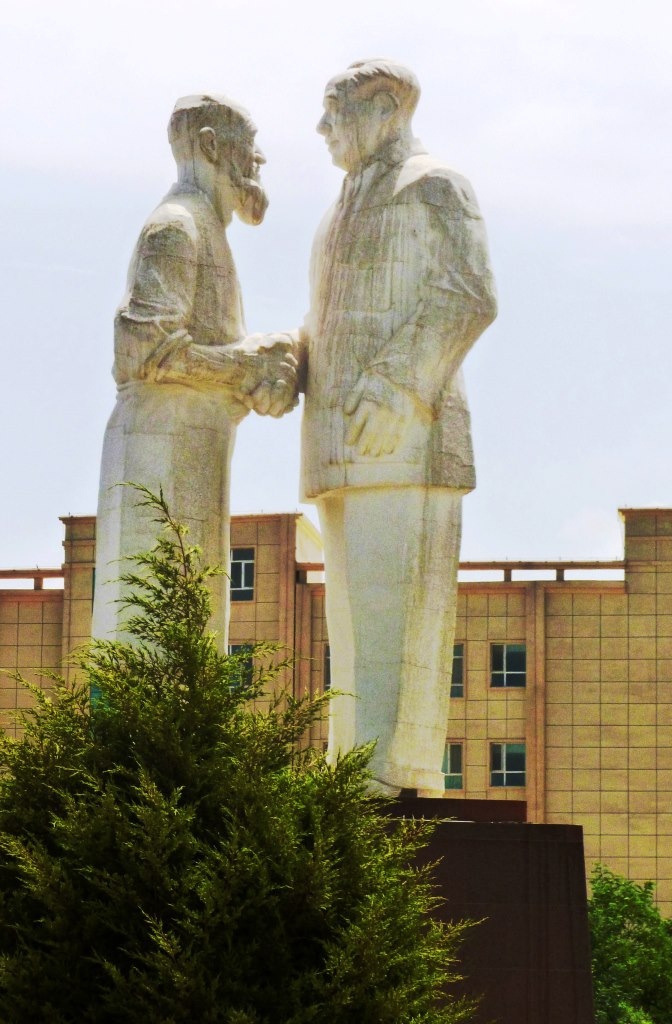
Мао встречает уйгурского фермера, Миньфэн

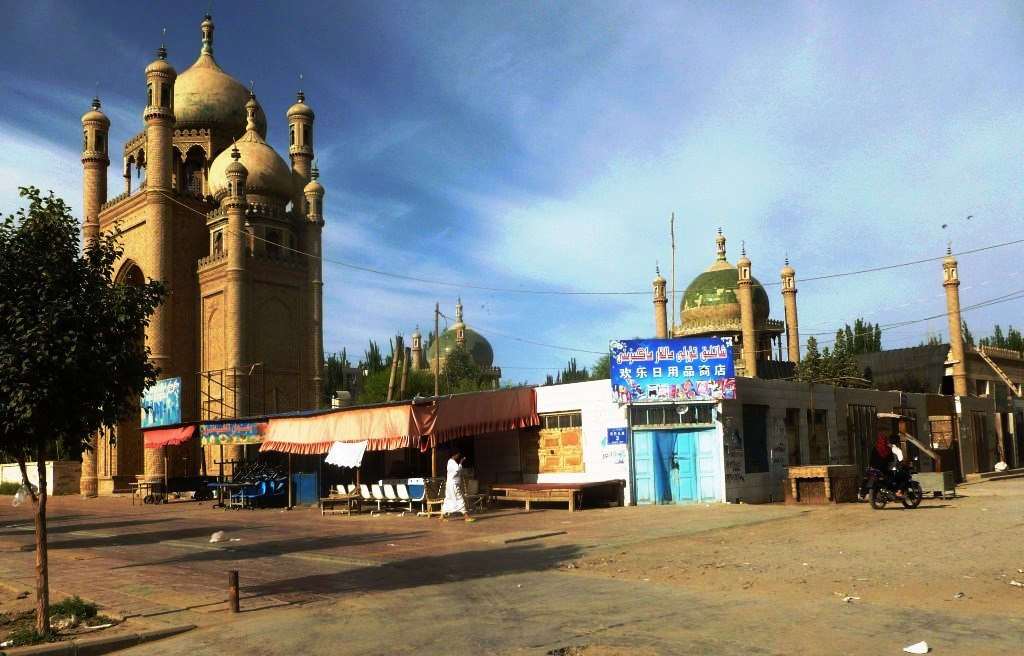
Старые и новые мечети в Миньфэне. 2011

Ния расположена на реке Ниядарья, на трассе Годао 315, к 120 км к востоку от Керии и около 330 км к западу от Черчена. Таримское шоссе длиной 552 км соединяет посёлок с уездом Бугур через Таримскую впадину. Кроме того, приблизительно в 115 км от посёлка расположены так называемые Руины Нии — остатки города, существовавшего предположительно со II века до н. э. до II века н. э. и ставшего местом археологических раскопок в начале XX века.
Ния находится на границе между зонами преобладающего действия северо-западных и северо-восточных ветров.